# Isnäs
Isnäs är en tätort i Lovisa stad (kommun) i landskapet Nyland i Finland. Fram till 2009 låg Isnäs i Pernå kommun. Vid tätortsavgränsningen den 31 december 2021 hade Isnäs 316 invånare och omfattade en landareal av 1,69 kvadratkilometer.